# Achenseebahn

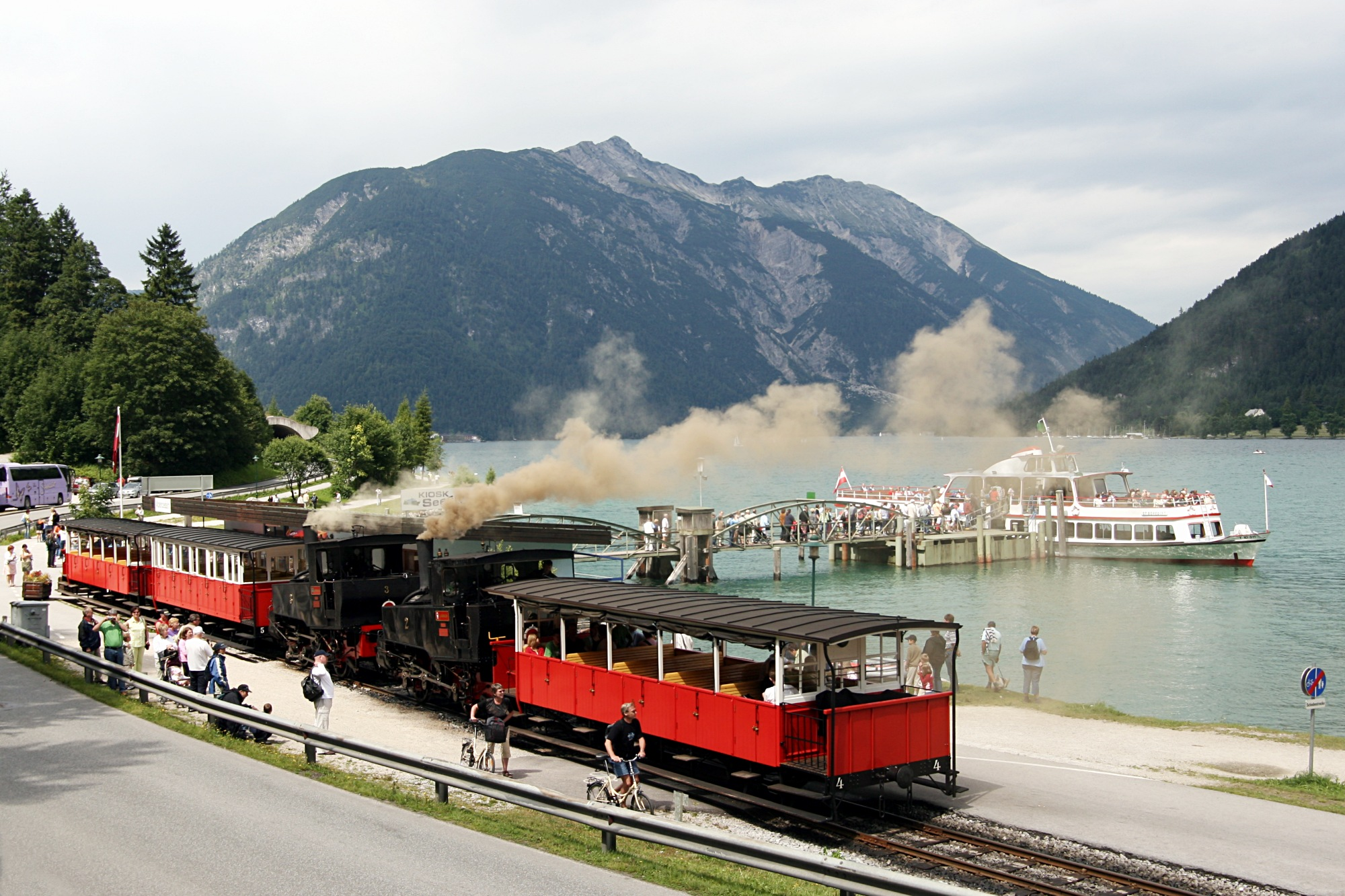
De Achensee met trein in 2005

De Achenseebahn in Oostenrijk is een metersporige tandradspoorweg van Jenbach naar de Achensee, een meer in Tirol. Het materieel behoort tot het oudste ter wereld, met stoomlocomotieven uit het openingsjaar 1889. De treintjes zijn nu vooral een toeristenattractie.
In Jenbach geeft de Achenseebahn aansluiting op de Unterinntal-hoofdspoorlijn Kufstein - Innsbruck en de Zillertalbahn naar Mayrhofen.

## Geschiedenis
De aanleg begon in 1887 en twee jaar later kon de lijn worden geopend, ter aanvulling van de Achenseeschiffahrt, die al een jaar eerder opereerde met als doel het toerisme rond de Achensee te verbeteren.
Oorspronkelijk waren er 4 lokomotieven, alle gebouwd in 1889 bij de Wiener Lokomotivsfabrik Floridsdorf. In 1930 werd nr. 4 "Carl" uit dienst genomen en pas in 1955 ontmanteld. In 2008 brandde de oudste lokomotief nr 1 "Theodor" volledig uit in de loods in Jenbach. Nr. 1 staat nu tentoongesteld in het Museumswelt in Eben am Achensee. Met onderdelen van nr. 1 en nr. 4 werd in 2008 locomotief 4 hersteld en weer in dienst genomen onder de naam "Hannah". Andere tractievormen dan stoom zijn op de lijn nooit gebruikt.
De Achenseebahn is een tandradbaan volgens het eenvoudige principe Riggenbach, waarbij tussen de gewone adhesierails een centrale tandrail is aangebracht, waarin een centraal onder de lokomotief geplaatst tandwiel grijpt.

## Technische specificaties
- Spoorwijdte: 1000 mm
- Spoorlengte: 6.8 km
- Topsnelheid: 30 km/u (horizontaal)
- Aantal rijtuigen per trein: 2
- Aantal passagiers per trein: 112

## Locomotieven
- nr. 1 "Theodor" (1889-2012)
- nr. 2 "Hermann" (1889-heden)
- nr. 3 "Georg" (1889-heden)
- nr. 4 "Carl" (1889-1930/1955)
- nr. 4 "Hannah" (2008-heden)